# アレクサンドラ・ダニロワ

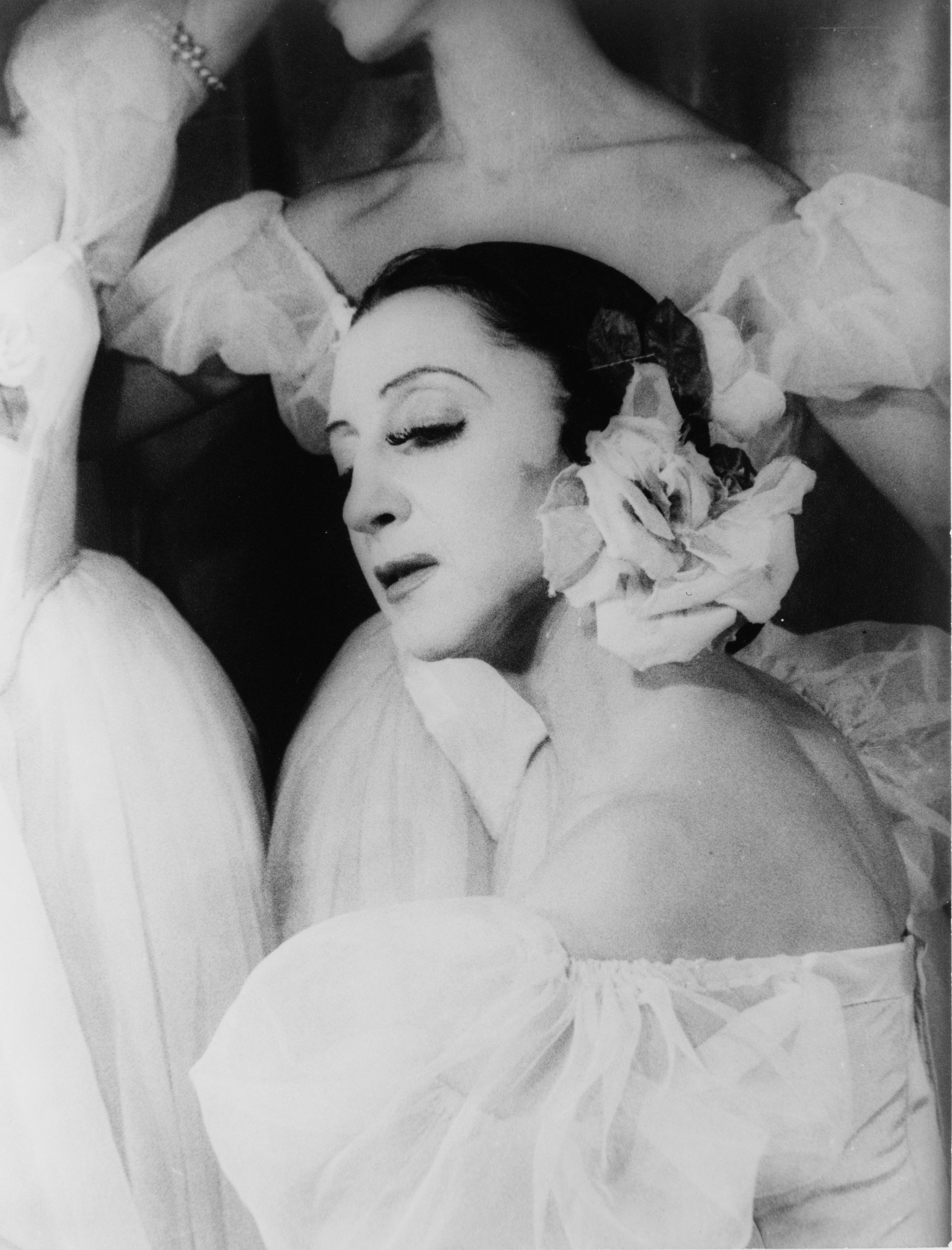
アレクサンドラ・ダニロワ

アレクサンドラ・ダニロワ （Alexandra Dionisyevna Danilova,1903年11月20日 - 1997年7月13日）は、ロシアのバレエダンサー。のちにアメリカの市民権を獲得している。

## 生涯
サンクトペテルブルク近郊に生まれた。マリインスキー劇場付属バレエ学校で学び、初舞台をマリインスキー劇場で踏む。ロシア革命後の1924年、ジョージ・バランシンを含む仲間四人でロシアを出国、ドイツへ巡業し、同年パリでバレエ・リュスに参加した。
「コッペリア」「美しいドナウ」「パリの喜び」などの作品で、美しい舞姫として有名になった。セルゲイ・ディアギレフの死後は、1929年からバレエ・リュス・ド・モンテカルロの結成にあたり、ここで円熟期の踊りを見せて世界的名声を得た。第二次世界大戦中はアメリカに滞在した。
1952年にアメリカに帰化、1958年にはブロードウェイの舞台にも立った。ブロードウェイの舞台は失敗に終わったが、各バレエ団に客演したり、自身の小さなバレエ団を組織して各地を巡業したりし、1970年代まで現役であった。

## ジョージ・バランシン
バランシンとはロシア時代から長く交際したが、結婚までにいたらなかった。彼との恋愛関係が終わっても、バレエダンサーと振付家のプロの関係は長く続いた。彼がバレエを教えていたアメリカン・バレエ学校でも、彼女は教師として多くの生徒に教えている。
二度の離婚歴があった。晩年、愛称の「シューラ」をタイトルにした自伝を出版している。